# Joeropsis neozealandica
Joeropsis neozealandica là một loài chân đều trong họ Joeropsididae. Loài này được Chilton miêu tả khoa học năm 1909.